# Mühle (Pähl)

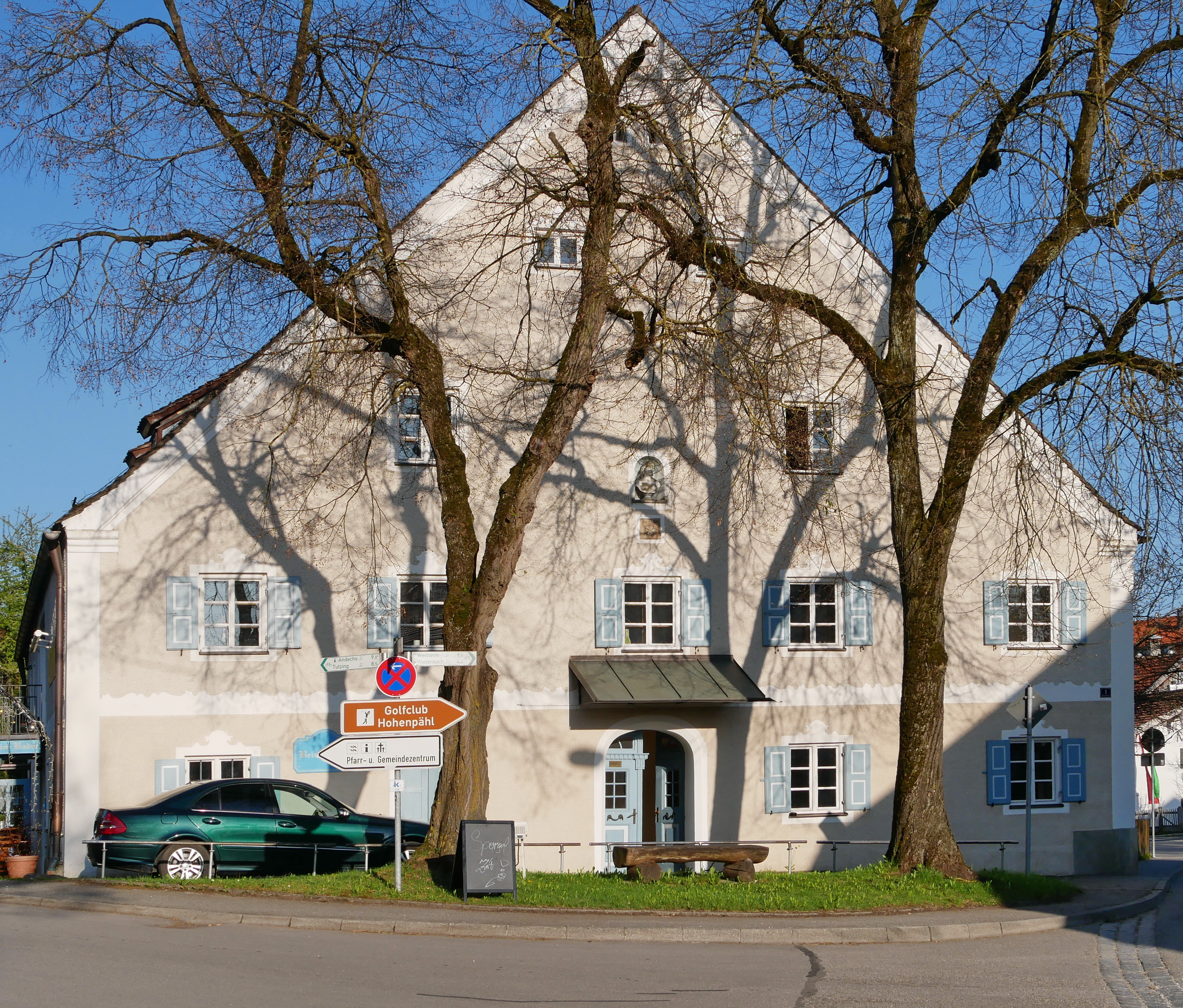
Ehemalige Mühle in Pähl

Die Mühle in Pähl, einer Gemeinde im oberbayerischen Landkreis Weilheim-Schongau, wurde 1812 mit Teilen eines Vorgängerbaus errichtet. Die Korn- und Sägemühle, eine ehemalige Hofmarkmühle, an der Kirchstraße 1 gehörte zum Unteren Schloss. Das Wohn- und Mühlengebäude ist ein geschütztes Baudenkmal.
Der zweigeschossige giebelseitige Bau mit Satteldach und Putzgliederung wurde 1889 bis zum Sägewerk verlängert. Das ehemalige Sägewerk ist ein zweigeschossiger Querbau aus Tuffstein mit Satteldach.